# Castro (Lacio)

Castro era una joya del arte del Renacimiento y un complejo urbano único en el mundo
Visconti

Castro fue una antigua ciudad en el corazón de la Maremma de Lacio, la capital del Ducado de Castro. Fue destruida en 1649 tras la destitución, el asedio y la deportación de sus habitantes. Ahora se encuentra en la ciudad de Ischia di Castro (Provincia de Viterbo).

## Historia
La ciudad fue construida sobre una toba entre el río Olpeta y la fosa de Filónica, a 12 km de la actual Farnese y 5 km del río Fiora. Los orígenes se remontan a la Prehistoria, pues se encontraron huellas del paso del hombre en la localidad de Chiusa del Vescovo y del Infernaccio. Posteriormente, en la zona hubo una ciudad etrusca no identificada, tal vez Statonia. La cercana necrópolis contiene tumbas, entre ellas la famosa Tomba della Biga, que fue encontrada por arqueólogos belgas en 1967.

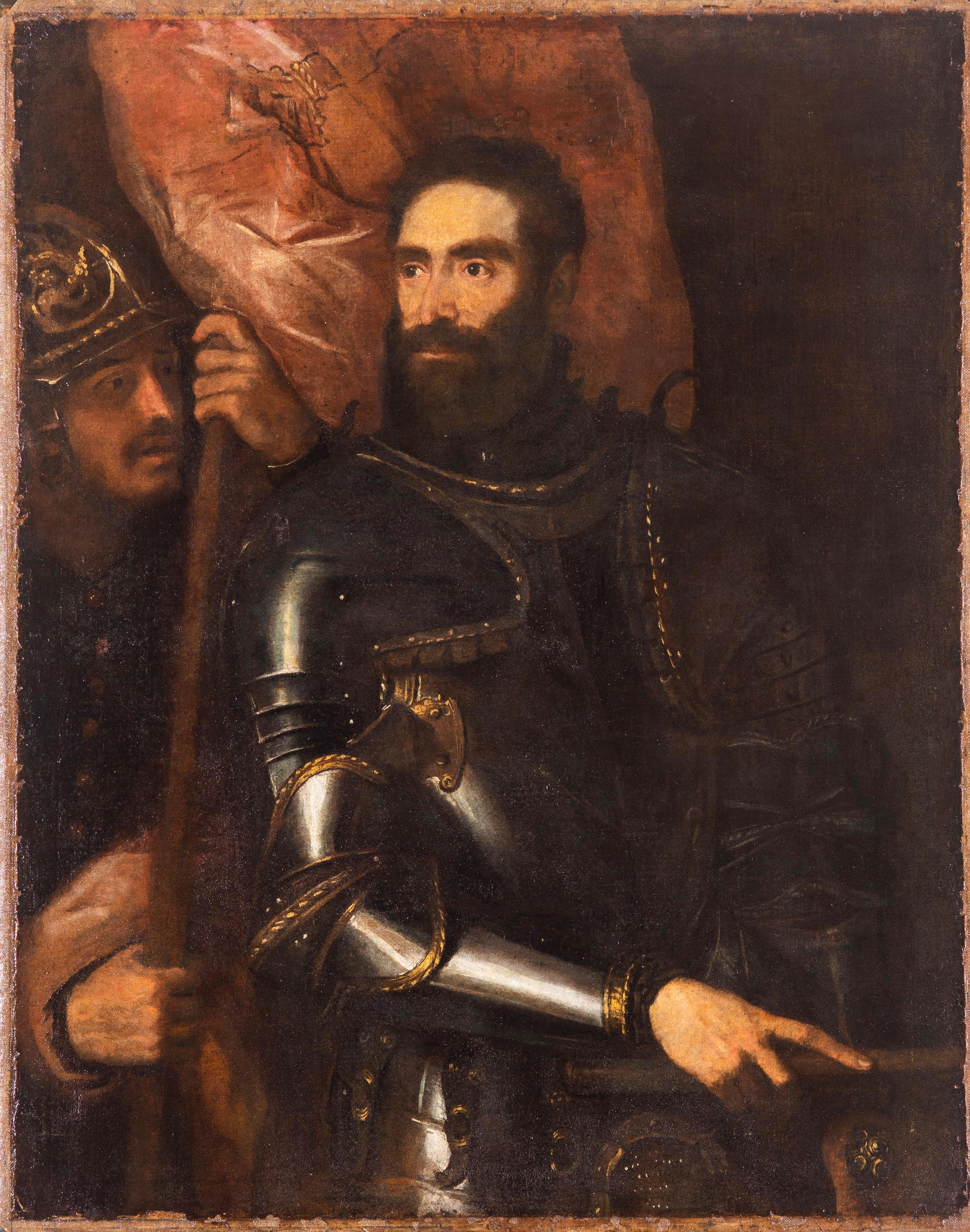
Pier Luigi Farnesio I Duque de Castro
retrato de Tiziano
(Museo de Capodimonte - Nápoles).

En la Edad Media, el castillo fue dominado por una mujer y, debido a este hecho singular, le dieron el nombre de Castrum Felicitatis, que significa Castillo de la Felicidad, y que se ha mantenido en los siglos posteriores. El pueblo creció y se convirtió en una ciudad, que también tuvo una cierta autonomía local, pero que quedó firmemente bajo el control del Papa, que también defendidos por las ambiciones de los propietarios vecinos de Toscana y Lacio. En 1527, una facción fuerte toma el poder en Castro y, para desterrarles, un grupo de ciudadanos, encabezados por Antonio Scaramuccia y Giacomo Caronio, organizaron un Golpe de Estado e invocan la protección de Pier Luigi Farnesio, que acepta, entra en la ciudad con toda tranquilidad, y es recibido con alegría por los lugareños. Mientras tanto, los Lansquenetes saquearon Roma y obligaron al Papa Clemente VII a huir a Orvieto. Aquí descubre el hecho y ordena a Pier Luigi abandonar de inmediato Castro. Pier Luigi sale de la ciudad en noviembre e inmediatamente después, el Papa pide a Gian Galeazzo Farnesio, el primo de Pier Luigi y Señor de Latera, de imponer a los ciudadanos de Castro un castigo ejemplar. En el amanecer del 28 de diciembre, día en que, irónicamente, está dedicada a los Santos Inocentes, Gian Galeazzo irrumpe en Castro y saquea la ciudad. El saqueo fue descrito en 1575 por el abogado Domenico Angeli, residente de Castro, en De Depraedatione Castrensium et suae Patriae Historia ("El saqueo de Castro y la historia de su patria").
Angeli ofrece una breve descripción de Castro:

Situado en una colina con forma de lira, rodeado por acantilados, un valle profundo y viñedos donde los locales van a adquirir caña. A su alrededor pacen sus rebaños. [...] El el centro de Castro es la Piazza Maggiore. Castro antes del saqueo era una ciudad rica, lo que supone más de siete siglos de soldados y fue el más fuerte entre las ciudades del Patrimonio de San Pedro.
Situata su un'altura a forma di lira, circondata da rupi scoscese, da una valle profonda e da vigneti dove gli abitanti si recano per procurare canne. Tutto intorno pascolano le greggi. [...] Il centro di Castro è rappresentato da Piazza Maggiore. Castro prima del saccheggio era una città ricca, munita di più di sette centurie di soldati ed era la più forte tra le città del Patrimonio di San Pietro.
De Depraedatione Castrensium et suae Patriae Historia, de Domenico Angeli

Según Domenico Angeli, Gian Galeazzo fue capaz de entrar en Castro a través de Puerto de Santa María que la gente utiliza para llegar a un manantial cercano, la única fuente de agua en la ciudad, a través de la traición de algunos guardias, mercenarios originarios Pitigliano y Sorano. De hecho el Castrense solía decir con orgullo que sus paredes "sólo podían subirse con alas".

### Nacimiento del ducado de Castro
En 1534, fue elegido para el trono papal el cardenal Alejandro de Farnesio, el padre de Pier Luigi, quien tomó el nombre de Pablo III. El 31 de octubre de 1537, Pablo III estableció el Ducado de Castro y Ronciglione, que se extiende desde el Lago de Bolsena en el mar Tirreno. Castro, estratégicamente ubicado, fue proclamada capital. Pero Castro, perjudicada aún por la devastación, causada por Gian Galeazzo años antes. Muchos residentes emigraron y la ciudad se redujo a un pueblo pequeño, pobre y silencioso. Un visitante anónimo, que pasó la noche, tuvo una impresión tan negativa que le llamó una choza de zíngaros". La reconstrucción de la ciudad, que se había convertido en el símbolo del poder y el prestigio de los Farnesio, fue el arquitecto de la Toscana, Antonio da Sangallo el Joven, quien comienza de inmediato. 
Se rediseñaron las murallas, edificios públicos, carreteras, casas, prácticamente toda la ciudad se convirtió en una obra en construcción y poco a poco se convirtió en una hermosa perla del Renacimiento. A la ciudad, se trasladaron muchas personas, atraídas por la perspectiva de trabajo que la corte de los Farnesio tenía que ofrecer, también muchos nobles que esperaban entrar así en la buena voluntad de la familia y el Papa Pablo III.

### Decadencia y fin
La decadencia de la ciudad, comenzó durante el reinado Ranuccio Farnesio que llenaba de deudas las arcas vacías del Ducado. Su hijo Odoardo Farnesio, no fue mejor y las deudas, en lugar de disminuir, aumentaron dramáticamente. Para pagar estas deudas, el duque decidió hipotecar el Ducado y obtuvo un préstamo por el Papa Urbano VIII. Pero la familia Barberini, deseosa de conquistar el ducado, se aprovechó y trató de forzo el fracaso de los Farnesio. El duque respondió atacando al Papa en 1641 y ocupó la fortaleza de Acquapendente mientras que las fuerzas papales invadían el ducado, y ya se preparaban para sitiar la capital cuando la amenaza de una intervención conjunta de Venecia, Florencia y Módena al lado de los Farnesio, el Papa instó a retirarse y aceptar un compromiso (Tratado de Roma de 31 de marzo de 1644). 
El 18 de marzo de 1649, el nuevo obispo de Castro, el barnabita Cristoforo Giarda, cuando viajaba de Roma a su nueva sede episcopal, es asesinado en Monterosi por dos sicarios encapuchados. El juicio, que comenzó dos días después en Viterbo, acusando del asesinato a dos agricultores pobres que cultivan granjas miserables cerca del Lago de Bolsena y el individuo como ordenante del asesinato, el duque de Castro. El eco de los hechos, llegó a Roma, donde el Papa Inocencio X, viejo y enfermo, fue manejado con destreza por la familia Barberini y Olympia Maidalchini, indiscutible señora de Roma, enemigos jurados de la familia Farnesio. Inocencio X declaró la guerra a los Farnesio: las tropas ducales fueron derrotadas en Tuscania, en septiembre Castro fue sitiada, y en diciembre la ciudad se vio obligada a ceder. 
El coronel Sansone Asinelli, firmó en nombre del Duque, huido a la seguridad de Parma, la capitulación de la ciudad. Unos días más tarde, la milicia del Papa se llevó a los habitantes y destruyeron la ciudad. El obispado se trasladó a Acquapendente. 

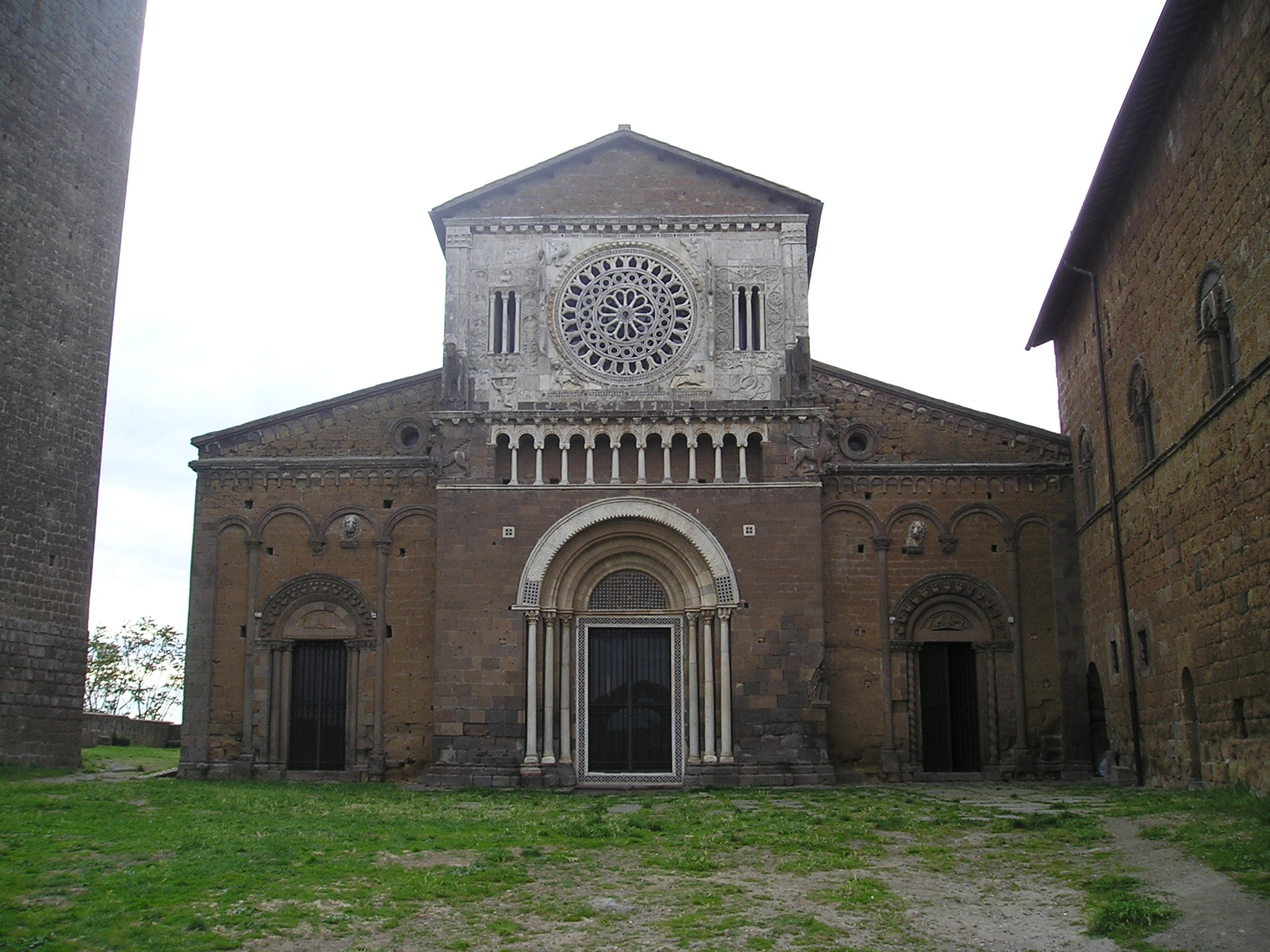
La Iglesia de San Pietro en Tuscania que quizás fue inspirada por la construcción de la Catedral de Castro

Sus tesoros fueron subastados o vendidos a familias de la nobleza romana. El destino de las campanas de la Catedral se encuentran ahora en el campanario de la Iglesia de Santa Inés en Roma, la estatua de María Inmaculada, que estuvo en la Catedral está ubicado en una iglesia Acquapendente. En la colina de Castro, se colocó una placa de mármol con las famosas palabras: "QUI FU CASTRO" (“Aquí estuvo Castro”). 
Hoy en la colina, un bosque impenetrable cubrió completamente la ciudad en ruinas. Las ruinas silenciosas, son animadas en junio, por el canto de los peregrinos que visitan el cercano Santuario de la Santa Cruz, una pequeña capilla, el único edificio de la ciudad, que escapó de los picos y las minas del ejército papal. Durante el Risorgimento, el amargo destino de Castro, fue recordado con fuerza por los patriotas de Viterbo, sobre las ruinas de Castro lanzaron dos proclamas contra Pío IX que provocaron levantamientos populares, al grito de "VIVA CASTRO!".
El recuerdo de la ciudad, se ha conservado en los nombres de varios pueblos del antiguo Ducado (Montalto di Castro, Ischia di Castro, ...), y muchos escudos de armas municipales muestran las tres flores de lis, símbolo de Castro.

### Castro antes de la destrucción
Muchos visitantes de Castro, incluyendo el más famoso es, sin duda, Annibale Caro, historiador y escritor quedaron impresionados por la belleza de la ciudad y han dejado descripciones detalladas, por el cual entendemos como debe ser la capital del Ducado de Farnesio.
La ciudad estaba en una colina rodeada por el río durante media Olpeta. Para acceder a ella es necesario cruzar un puente con dos arcos.
El corazón de la ciudad es la Piazza Maggiore, en el centro tenía una hermosa fuente, que daba a la Zecca y la Hostaria (llamado por los castrenses Plaza del Duque en la Plaza), para dar la bienvenida a los distinguidos invitados del duque. En la plaza, o en sus cercanías, estaban los palacios de los principales ciudadanos. No se sabe si el armonioso Palacio Ducal se construyó, pero aun así tenía que ser una residencia del duque, diseños de Sangallo, almacenados en Florencia, presentan un elegante palacio de la ciudad, con un gran balcón, a camino entre el palacio-fortaleza del siglo XV y el lujo de real del siglo XVII. Castro también tenía el privilegio de contar con calles y plazas de ladrillo, de hecho, cosa muy rara en el siglo XVI.

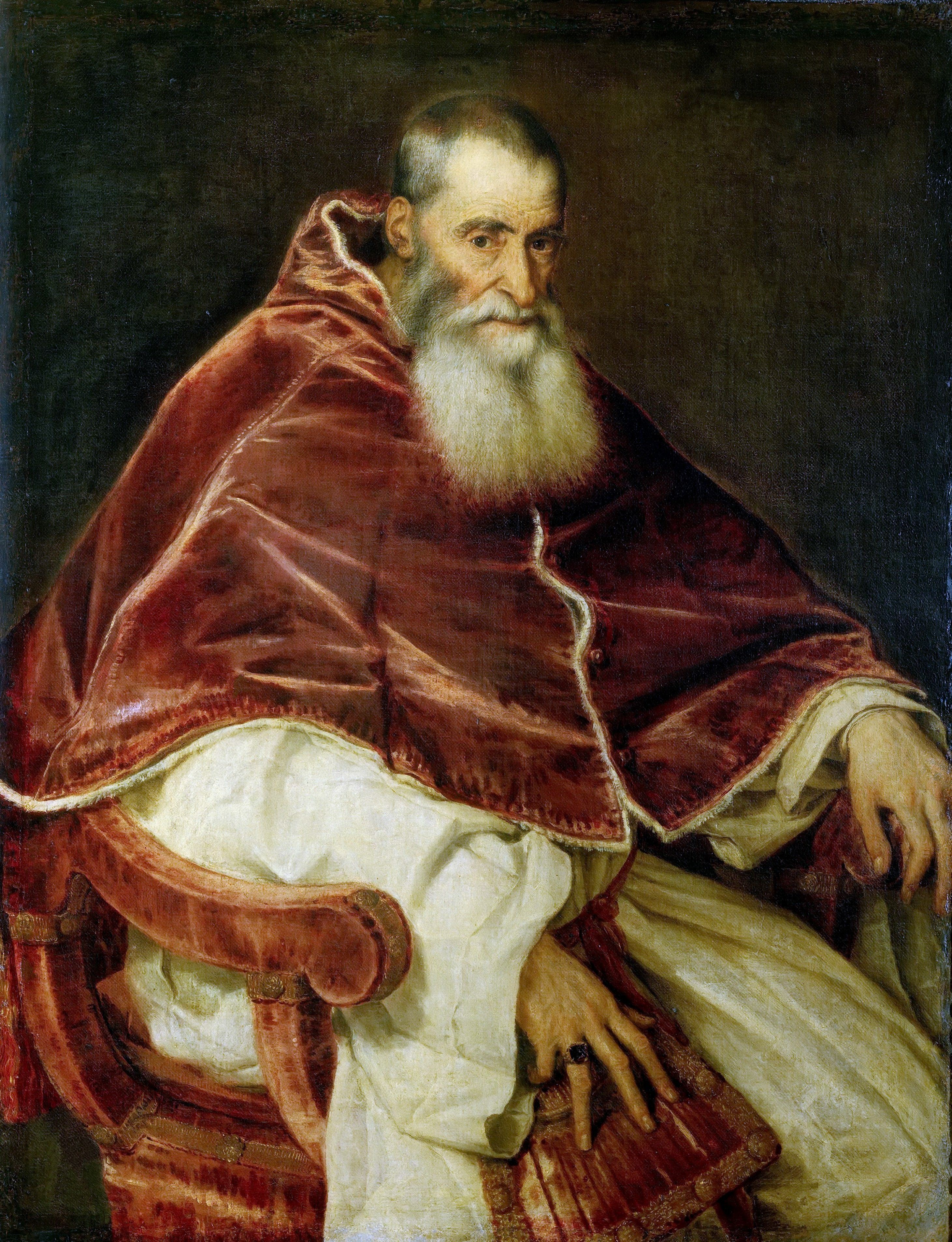
El papa Paulo III retratado por Tiziano

En Castro, había muchas iglesias, de acuerdo con algunos documentos de unos trece años de la Curia, la principal fue sin duda la catedral, el hogar de la diócesis dedicado a San Savino, patrón de la ciudad, cuya fiesta era en 3 de mayo. Los habitantes solían celebrar San Savino con una ronda tradicional y un palio, o una carrera de caballos entre los barrios de la ciudad, se celebraba en la plaza principal. La iglesia estaba en estilo románico y fue consagrada el 29 de abril de 1286, según lo informado por una placa de mármol que estaba originalmente en la fachada de la catedral y luego fue trasladada a un país vecino. La placa que señala la consagración se llevó a cabo por el obispo de Castro, San Bernardo Bagnoregio, junto con doce otros prelados.
Cerca de las murallas se levantaba la iglesia medieval de San Pancracio, construido por los habitantes de Vulci, que después de que su ciudad fuera destruida por sarracenos, se trasladaron a Castro.
Iba a ser la antigua Iglesia de Nuestra Señora de la Viola, que antes de la construcción de la catedral, fue la residencia del obispo.
Otras iglesias fueron a San Bernardo Abad, Santa Lucía, San Sebastián, Nuestra Señora del Monte Carmelo, construido por un militar devoto. Fuera de las paredes, estaba la iglesia de Santa María de los Siervos, cerca del cementerio. La iglesia de San Juan fue conectada con el hospital, a cargo de la cofradía homónima.
Un miembro laico de la Hermandad, Luciano Silvestri, había construido a sus expensas un hospital para el cuidado de las viudas y los huérfanos.
En una ciudad conocida como Prato Cotone, cerca de la confluencia del Olpeta con el Fiora, se construyó, diseñado por Sangallo, la iglesia y el convento de San Francisco, a cargo de los frailes franciscanos que se habían mudado a Castro invitados por el duque.
Sangallo había diseñado también las murallas de la ciudad y la entrada principal, llamada "Porta Lambert", construida como un arco del triunfo, lo que representaba los episodios más gloriosos en la historia de la familia Farnesio. No sabemos mucho sobre los edificios, sino que debemos confiar en los diseños que aún se conservan, algunos proyectos de fortificaciones, entre las más innovadoras, que figuran el uso pinzas delanteras en lugar de la ruta de acceso típica de Sangallo de cortinas y baluartes, están considerados como los diseños para las paredes de Castro.
Los habitantes de Castro, sufrieron la falta de agua del territorio. Durante muchos años se sirvió de una fuente cerca del puerto de Santa María, pero después de haber sido cerrada por razones de seguridad (desde entonces llamada "Porta Murata") fue construido un pozo, con escaleras de caracol, (como la de San Patricio en Orvieto), llamado "Pozo de Santa Lucía" ante la proximidad de esta iglesia.

## Escudo de armas

Escudo del Ducado de Castro

El escudo de armas de la ciudad de Castro, reconstruido a partir de pacientes estudios de Romualdo Luzi, uno de los más grandes estudiosos de Castro, representa: un León rampante blanco, coronada por tres flores de lis amarillas sobre fondo azul. Bajo los brazos, la inscripción fue añadida en 1537 "Castrum Civitas Fidelis" (Castro Ciudad Fiel) en agradecimiento a la familia Farnesio.

## Santa Cruz de Castro
En 1649, mientras los soldados papales se dedicaban a destruir Castro, dos trabajadores contaron que al intentar demoler una pequeña capilla en el lado oeste de la ciudad, sus brazos quedaron paralizados por una fuerza misteriosa. En esta capilla había tres pinturas que representan la Santa Cruz, Nuestra Señora del Monte Carmelo y San Antonio. Puesto que los trabajadores no la pudieron derribar con picos trataron de minarla, pero esa fuerza misteriosa impedía a la mina hacer estallar la capilla. Durante meses los antiguos habitantes de Castro iban a la capilla para rezar y recordar el amargo destino de su ciudad. El Cardenal Spinosa, por temor a planes subversivos ordenó en 1655 el traslado de la pintura a su casa de Roma. Pero el cuadro se quedó solo una noche. A la mañana siguiente fue devuelta a su capilla de Castro. Ahora la Iglesia Católica reconoce como milagrosos los hechos de Castro y en 1871 se construye un santuario, siendo un lugar de peregrinación por la gente del Ducado.